# Geneva (Washington)
Geneva és una concentració de població designada pel cens dels Estats Units a l'estat de Washington. Segons el cens del 2000 tenia 2.257 habitants.

## Demografia
Segons el cens del 2000, Geneva tenia 2.257 habitants, 778 habitatges, i 655 famílies. La densitat de població era de 837,9 habitants per km².
Dels 778 habitatges en un 43,6% hi vivien nens de menys de 18 anys, en un 73,9% hi vivien parelles casades, en un 6,7% dones solteres, i en un 15,8% no eren unitats familiars. En l'11,7% dels habitatges hi vivien persones soles el 3,2% de les quals corresponia a persones de 65 anys o més que vivien soles. El nombre mitjà de persones vivint en cada habitatge era de 2,9 i el nombre mitjà de persones que vivien en cada família era de 3,11.
Per edats la població es repartia de la següent manera: un 29,5% tenia menys de 18 anys, un 6,6% entre 18 i 24, un 27,5% entre 25 i 44, un 27,9% de 45 a 60 i un 8,6% 65 anys o més.
L'edat mediana era de 38 anys. Per cada 100 dones de 18 o més anys hi havia 96,3 homes.
La renda mediana per habitatge era de 65.324 $ i la renda mediana per família de 71.389 $. Els homes tenien una renda mediana de 48.103 $ mentre que les dones 40.089 $. La renda per capita de la població era de 25.374 $. Cap de les famílies i el 2% de la població estaven per davall del llindar de pobresa.

## Poblacions més properes
El següent diagrama mostra les poblacions més properes.